# وحید جلال‌زاده
 وحید جلال‌زاده (زادهٔ ۳ تیر ۱۳۴۷) سیاستمدار اصول‌گرای ایرانی است که از مهر ۱۴۰۳ معاون کنسولی، امور مجلس و ایرانیان وزیر امور خارجه است.
وی در دوره یازدهم مجلس شورای اسلامی به‌عنوان حوزه انتخابیه ارومیه فعالیت می‌کرد و از سال ۱۴۰۰ تا پایان مجلس یازدهم در خرداد سال ۱۴۰۳ سمت رئیس کمیسیون امنیت ملی و سیاست خارجی مجلس شورای اسلامی را برعهده داشت.
او در دولت دهم سمت استاندار آذربایجان غربی را برعهده داشت. جلال‌زاده سابقه حضور در جنگ ایران و عراق را دارد.

## سوابق مدیریتی
- رئیس حوزه ریاست و روابط عمومی نهاد نمایندگی  رهبری در دانشگاه‌ها
- مدیر کل حراست وزارت علوم تحقیقات و فناوری
- قائم مقام مدیرکل صدا و سیمای کرمانشاه
- مدیر کل آموزش صدا و سیما
- مدیر کل روابط عمومی شورای نگهبان
- رئیس کمیته اطلاع رسانی هیئت مرکزی نظارت شورای نگهبان در انتخابات مجلس هفتم
- معاون ارتباطات و اطلاع رسانی دفتر رئیس جمهور
- جانشین معاون سیاسی دفتر رئیس جمهور
- مشاور رئیس دفتر و مدیر کل امور بین‌الملل دفتر رئیس جمهور
- استاندار آذربایجان غربی[۵]
- مشاور معاون سرمایه انسانی سازمان صدا و سیما
- نماینده حوزه انتخابیه ارومیه در مجلس شورای اسلامی (دوره یازدهم)